# Johann Friedrich Ludwig Göschen
Johann Friedrich Ludwig Göschen (Königsberg, 1778. február 16. – Göttingen, 1837. szeptember 24.) német jogtudós.

## Élete
Tanulmányait Magdeburgban és Königsbergben kezdte, majd 1806-ban Berlinben folytatta, ahol lediplomázott. 1811-től a jog rendkívüli, 1813-tól rendes tanár volt egészen haláláig.
Munkái - ide nem számítva a Hugo-féle Civilistisch. Magazin-ban (Berlin, 1790-1837) és a Savignyval és később Klenzével kiadott Zeitschrift für die geschichtliche Rechtswissenschaft című folyóiratban megjelent értekezéseit - csak az előadások segédkönyveiül tekinthetők; különösen névtelenül megjelent következő könyve: Grundriss zu Pandekten- Vorlesungen (Göttingen, 1827-1831); Vorlesungen über das gemeine Civilrecht (uo. 1838-40) című munkáját példányszerű világosság jellemzi. Ismeretes még Gajus-kiadása is.